# Distretto metropolitano di Shama Ahanta Est
Il distretto metropolitano di Shama Ahanta Est (ufficialmente Shama Ahanta East Metropolitan District, in inglese) era un distretto della Regione Occidentale del Ghana.
Nel 2008 è stato soppresso, il territorio è stato suddiviso nei distretti di Sekondi Takoradi (capoluogo: Sekondi-Takoradi) e Shama (capoluogo: Shama). 